# 鮪包丁

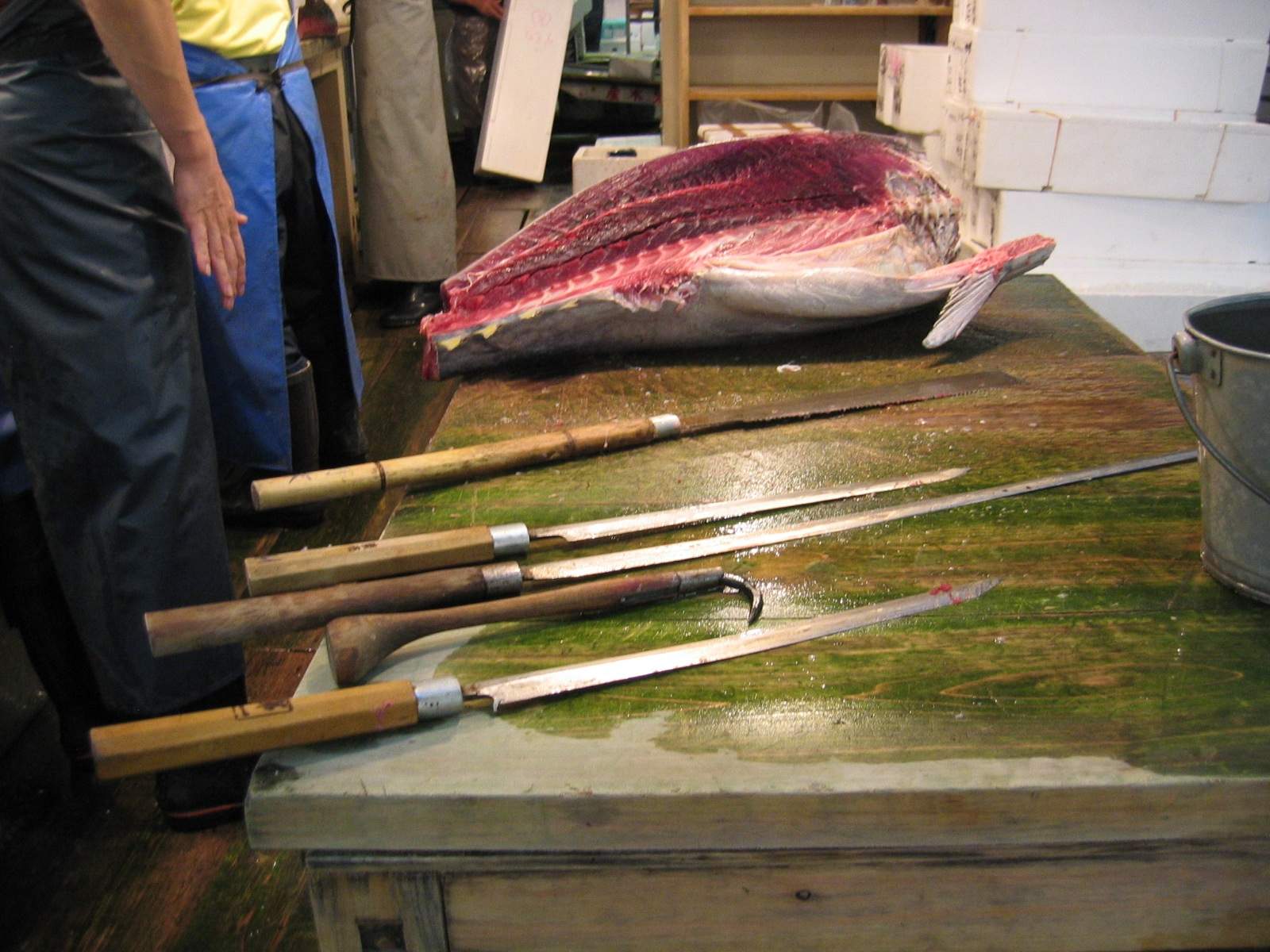
鮪包丁。築地市場

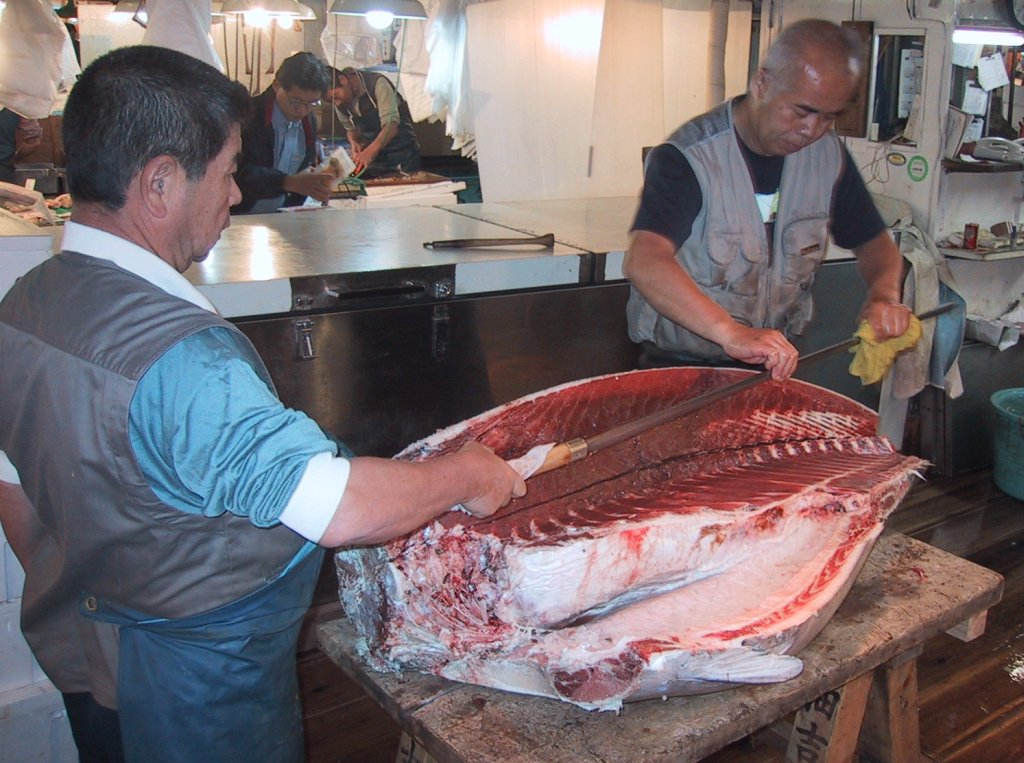
実際の解体作業。

鮪包丁（まぐろぼうちょう）はマグロを解体するために特に特化した和包丁。
片刃で、刃渡りは短いもので45cmから長いものでは1m50cm程度のものもあり、用途に応じて使い分ける。おろし包丁、半丁包丁などと名前を変えて区別することもある。
特に長いものはしなるように作られており、二人がかりで使用し、切っ先側は刃を布などで巻いて持つ。